# バークブレッド
バークブレッド (英語: bark bread) とは、樹木の師部 (形成層) を挽いた粉を原料に用いた伝統的食事である。

## 歴史
起源はスカンジナビア地方にあるとみられる。中世の文献に言及が見られるほか、それより古いサーミ人の文化との関連も指摘されている。18世紀から19世紀初頭 (小氷期) にかけて、北欧は数度深刻な凶作に見舞われていた。コムギの供給量も大きく落ち込んだため、小麦粉の代替たりうる品の開発が模索されていた。1742年に、ノルウェーのクリスチャンサンから、「非常パン」の試作品がコペンハーゲンの王国政府に届けられたが、その際には樹皮を用いたパンのほか、穀皮や焼いた骨を材料としたものもあった。ナポレオン戦争のさなかには、コケを用いたパンさえ見られた (英語版のコケのページにも類似した言及がある)。
ノルウェーにおいて救荒食として最後にバークブレッドが用いられたのもこのナポレオン戦争期である。ジャガイモが導入されたことにより、農民は穀物の不作時にも代替となる主食を得られるようになり、バークブレッドやコケのケーキをもはや必要としなくなった。スウェーデンの北部では、サーミ人によるヨーロッパアカマツの樹皮の収穫は1890年代にも形跡があり、またフィンランドでは pettuleipä ( "松の木皮のパン"の意) が食糧不足の際、特に1695年から1697年の大飢饉と1860年代の飢饉、そしてもっとも最近では1918年のフィンランド内戦時に、非常食として食べられていた。

## 調理行程
指ほどの太さの小枝を落葉樹や低木から集め、樹皮を剥がして内皮 (師部のほか、維管束形成層も含まれる) をまだ新鮮なうちに集める。黄色や緑色 (木の種類による) をした内皮は直火、オーブン、あるいは2 - 3日日光に当てて乾かされ、乳鉢もしくは臼で微粉にされ、小麦粉に加えられる。乾燥させた樹皮片を直接穀物に加え、まとめて臼で挽いてもよい。その後は通常のパンと同様の手法で、イーストと塩を加えつつ焼き上げる。
バークブレッドは樹皮成分の影響で、通常のパンに比べ膨張しにくい。樹皮粉の割合が高まるほどに膨張しなくなるため、フラットブレッドとして作られることもしばしばあった。また樹皮粉を用いて粥を作ることもできる。

## 食物としての樹皮
樹皮はニレ、セイヨウトネリコ、ヤマナラシ、セイヨウナナカマド、カバノキから取られるのが普通だったが、その他にも歴史的にはヨーロッパアカマツやアイスランドゴケ (ノルウェー語では"パンゴケ"と呼ばれることもある) が原料として用いられたことがある。木の幹のうち食用たりうる部分は内皮の部分のみで、残りの部分や樹皮は人体には消化できないセルロースで構成されているため食べられない。完成した「樹皮粉」は穀物粉の1/4 - 1/3程度加えられる。
18世紀中ごろにベルゲンの聖職者エリック・ポントピダンはしばしばもろくなるバークブレッドが互いにくっつきやすくなるとして、ニレの樹皮粉の使用を勧めている。
しかし樹皮粉を用いると通常のパンに比して苦みが増し、また出来上がるパンが食欲をそそられない灰緑色になってしまう。イースト菌が樹皮粉を十分に分解できないためパンが膨らみにくく、硬く、型崩れしやすい、といった弱点も抱える。今日では樹皮粉はペイストリーに料理的興味から用いられることが時たまあるが、バークブレッドは非常食と捉えられており、その他の救荒食と同様、穀物の生産性が上昇するとともにその存在意義を失った。
バークブレッドは栄養価の面でも劣っており、「腹にたまる」という実感のわりに実際に得られる栄養は少ない。ポントピダンもその他の人々も、1740年代の飢饉における高い死亡率における、全般的な食糧不足により、「不健康なバークブレッド」に人々が頼らざるを得なかったことの影響を指摘している。しかしながらサーミ人の間では、樹皮とヨーロッパアカマツの樹皮から作られたバークブレッドは重要なビタミンC源として供されていた。